# Pfarrkirche Kattau

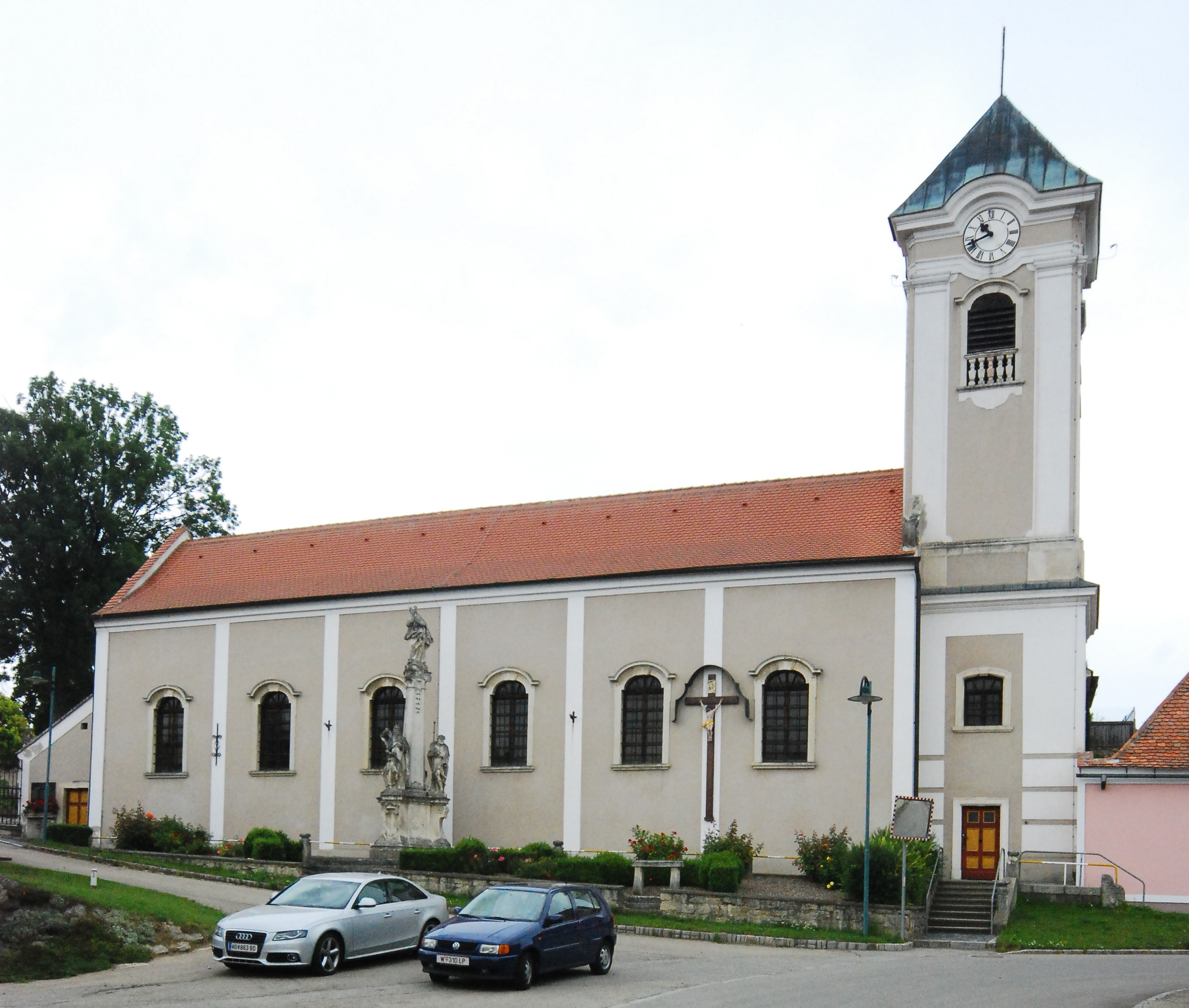
Katholische Pfarrkirche Mariä Himmelfahrt in Kattau

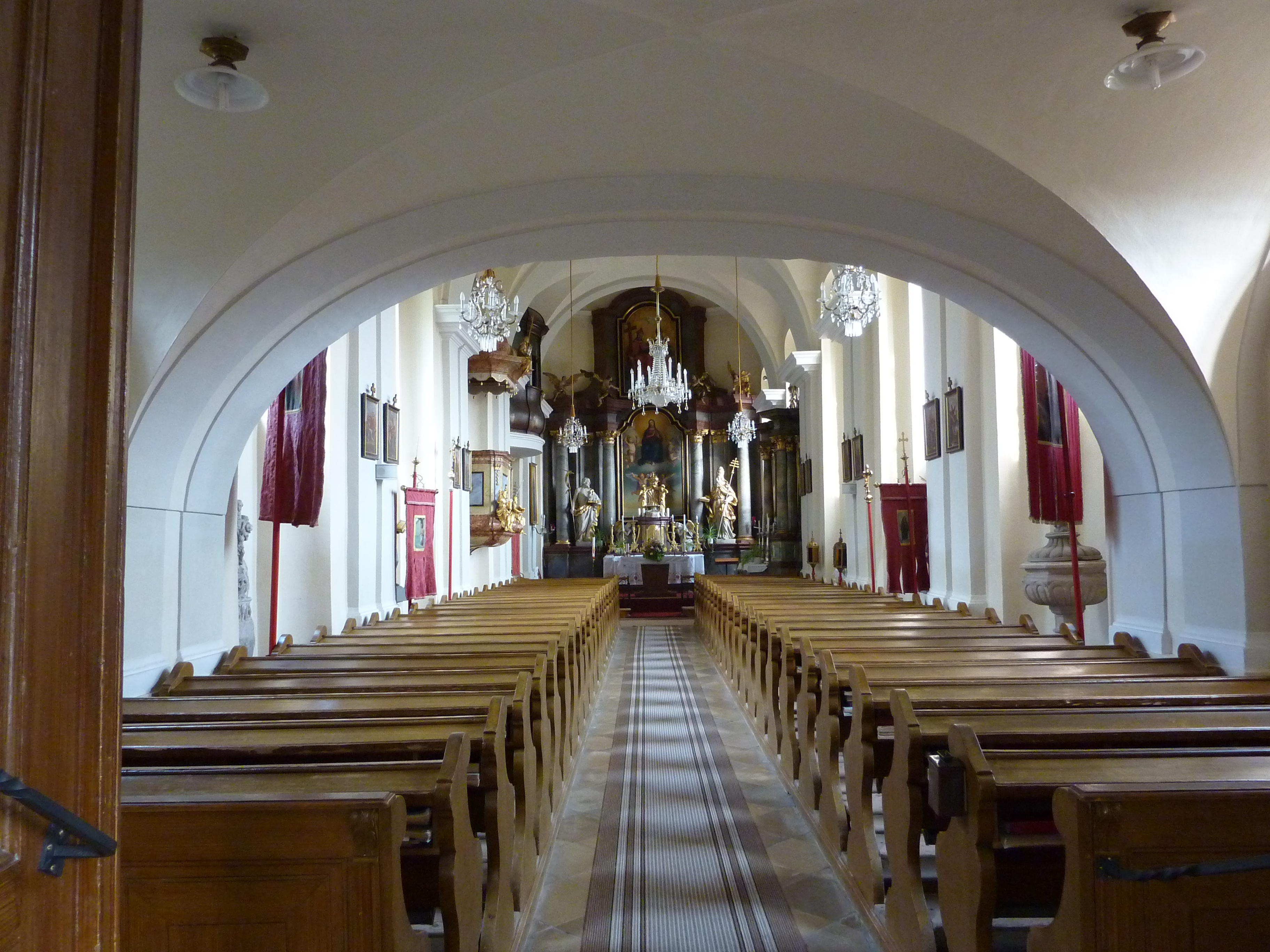
Langhaus zum Chor

Die Pfarrkirche Kattau als Schlosskapelle vom Schloss Kattau erbaut steht in Kattau in der Gemeinde Meiseldorf im Bezirk Horn in Niederösterreich. Die dem Fest Mariä Himmelfahrt geweihte römisch-katholische Pfarrkirche gehört zum Dekanat Horn in der Diözese St. Pölten. Die Kirche steht unter Denkmalschutz (Listeneintrag).

## Geschichte
1660 wurde die Kirche durch Freiherr von Puecher als Schlosskapelle gegründet, dabei wurde eine bestehende herrschaftliche Taverne umgebaut, deren Keller nördlich der Kirche erhalten ist. Von 1728 bis 1734 wurde die Kirche renoviert und 1738 der Turm errichtet. 1783 wurde die Kirche zur Pfarrkirche erhoben. 1984 wurde die Kirche außen restauriert.

## Architektur
Die einschiffige Barockkirche mit einem Ostturm war ehemals mit einer Brücke mit dem Schloss Kattau verbunden.
Das Kirchenäußere zeigt sich mit einem langgestreckten Langhaus mit Chor mit Lisenengliederung unter einem Satteldach. Die südlichen Rundbogenfenster haben eine Steinrahmung mit ausladenden Sturzbalken. Nördlich sind Sakristeianbauten mit einem Aufgang zur Empore. Westlich zeigt sich die Kirche mit einer glatten Giebelfront mit einem niedrigen Torbau mit einem querrechteckigen profilierten Fenster mit Steingewände aus dem 17. Jahrhundert. Der quadratische Turm hat Gliederungen mit Gesimsen, Ecklisenen und Eckpilastern, die Rundbogenschallfenster haben Balustraden, er trägt einen Pyramidenhelm.
Das Kircheninnere zeigt sich als einschiffiges fünfjochiges Langhaus mit einer Stichkappentonne auf Gurtbögen auf Wandpfeilern mit Doppelpilastern und profiliertem Gebälk.

## Ausstattung
Der marmorierte steinerne Hochaltar mit je zwei korinthische Säulen vor einem Pilaster hat seitlich teils vergoldete Steinfiguren Johannes der Täufer und Julius aus der Mitte des 18. Jahrhunderts. Das Hochaltarbild Madonna in Glorie malte Josef von Hempel (1837).
Die Orgel baute Matthias Metall (1845).